# Lindfield
Lindfield – wieś w Anglii, w hrabstwie West Sussex, w dystrykcie Mid Sussex. Leży 53 km na wschód od miasta Chichester i 55 km na południe od Londynu. W 2001 miejscowość liczyła 5394 mieszkańców.